# InterActive Team Kiadó
Az Inter-Active Team Könyvkiadó (I.A.T. vagy IAT) egy magyar könyvkiadó. Nevéhez fűződik Tisza Kata, Bak Zsuzsanna és más fiatal szépírók felfedezése. Emellett népszerű celebkönyvek (Havas Henrik, Sebestyén Balázs, Ernyey Béla stb.) megjelentetésével is foglalkozik, s kiadta a Blogterrárium című blogkönyvet.